# Phlaeopora cingulata
Phlaeopora cingulata är en skalbaggsart som beskrevs av Sharp 1880. Phlaeopora cingulata ingår i släktet Phlaeopora och familjen kortvingar. Inga underarter finns listade i Catalogue of Life.